# Megascops seductus
Megascops seductus là một loài chim trong họ Strigidae.